# 寺村輝夫
寺村 輝夫（てらむら てるお、1928年11月8日 - 2006年5月21日）は、日本の児童文学作家。東京都出身。代表作は『王さまシリーズ』『こまったさん』『わかったさん』シリーズ、『かいぞくポケット』など。

## 経歴

### 少年時代
東京都本郷区（現・文京区）真砂町に、9人兄弟（男7人・女2人）の6男として生まれる。父は日本橋馬喰町の名刺メーカーに勤める中流階級、母は浅草田原町の宮大工の娘。天皇即位礼（御大典）の影響で典夫と名づけられる予定だったが、ありきたりな名という事で、当時の新聞に目立った「輝」を取って輝夫と命名された。幼少時は「特定の境遇にある者を差別してはいけない」と寺村に何度も教えた母の後を追いかけてばかりだったという。
関東大震災の影響により、1930年に東京都北豊島郡岩淵町（現・北区西が丘）の集合住宅に移り住む。1934年、東京市立第三岩淵尋常小学校（現・北区立西が丘小学校）入学。1938年、担任の女性教師が『日本伝説民話集』をクラスの児童に読み聞かせ、これが創作物語の面白さに目覚めた最初の体験となる。一方で作文は苦手としていた。
1940年、東京府立第一商業学校（現・都立第一商業高校）入学。寺村家は、輝夫を含め兄弟4人が同校に入学した。当時の一商は大学への進学校であるだけでなく、軍国主義的教育が色濃い校風だった。寺村はそこでやがて九軍神の人物伝や山本五十六にあこがれ、大日本帝国海軍を自然に志す。また、少年飛行兵に憧れ、友人と共に滑空班（グライダー部）に入隊したが、歳が若かったためフライトは叶わず、脇役に徹した。
こうした少年時代の思い出は、後年『のんカン行進曲』という自伝にまとめられているが、登場人物の名は架空のものに差し替えられている。

### 海軍時代
兄2人が陸軍へ入隊したのに続き、寺村も海軍飛行予科練習生の甲種に1944年合格、第14期生となる。しかし資材不足であったことから、奈良県丹波市（現：天理市）にある天理教の宿舎（旅館、あるいは詰所）を接収した兵隊舎にて、形だけの練習でしかない「ドカ練」を強いられる日々を過ごす。同年10月には滋賀航空隊宝塚分遣隊に異動する。ここもまた宝塚歌劇団の大劇場を接収した施設だった。分遣隊の最高司令官が閲兵に来た際、要人から「日頃の分隊長の教えを言ってみろ!」と問われ、「練習生同士、仲良く、助け合って!」と回答する。周囲から苦笑されたが、この件で体罰はなかった。
1945年5月に海中特攻隊員の募集がかかり、合格者には一週間の休暇（帰省）という条件を見て、作戦内容をよく把握せずに志願、合格する。同年6月に山口県柳井市、次いで平生町の特攻基地に配属され、特攻兵器「蛟竜」（『昭和の足あと』の絞竜は誤字）の教育を受ける。この基地が山口県内でも広島に近かったため、8月6日に広島市への原子爆弾投下によるキノコ雲を目撃、2日後には海軍として広島へ救援に出向く。そして広島県呉の海軍工廠が空襲され、蛟竜の製造が遅れたことも重なり、出撃前に終戦を迎える。自身が死ななくていいと理解した寺村は、海軍兵学校出身の上官に殴られても、ゲラゲラ笑い続けたという。「アメリカが来れば特攻隊は全員殺されるから解散する」と告げられ、機密保持のために書類を燃やす作業を手伝った後、翌週には東京へと戻った。
戦争で亡くなった友人に対する哀悼の意味として「君が代はどうしても歌いたくなく、一度も歌わなかった」と語っている。寺村の長兄は、1945年6月20日に沖縄戦で戦死している。

### 早稲田大学
一商に復学し、寺村はクラスの機関誌作りを一人で担当する。進路を先輩に相談した際、同級生も進学した早稲田大学を薦められ、専門部政治経済学科に合格、1946年に入学する。戦後の混乱により倍率は非常に高かったが、入学試験の平均点は国語30点・英語10点という低レベルで、寺村が苦手だった作文で選ばれたとのこと。
今後は前年までの敵性語である英語を勉強せねばと、英語サークルの部室を探そうとした所、サークルの場所を聞こうとした早大童話会に捕まり、入会させられる。断らずに作品を書いて持参するも、先輩たちからはボツ扱いされるばかりだった。寺村はめげずに努力した結果、初夏頃に初めて一年上の大石真に称賛される。この大石の影響で、寺村は以後文学作品を読みあさることになる。プロの童話作家として一人立ちした後も、二人は盟友となった。同時期に大石のほか、今西祐行、竹崎有斐と親交を深める。
1948年、童話会顧問の坪田譲治のコネにより、大石と共に小峰書店でアルバイトを始め、週5日出勤する。大学には童話会の研究会の日にしか通わなかった。また別の童話執筆団体を訪ねた際、当時まだ無名だった佐藤さとるの作品に感動し、新潮社と争った末に掲載権を手に入れ、掲載しようとしたものの、担当雑誌が廃刊となりお蔵入りとなった。1949年に大学を卒業。寺村は当時の童話会会員としては恐らく最も沢山の作品を執筆したと語っているが、会誌には一度も掲載されなかった。

### 大学卒業後
1951年、新潮社2代目社長の弟が経営する児童書出版社、三十書房に入社したが、仕事は忙しい、資金は回らないと苛酷な環境だった。同年7月には坪田が「びわの実会」を立ち上げ、寺村も参加する。
この時期、様々な文学作品を研究していた寺村は「どうして海外には、ピーターパンやトム・ソーヤのような秀逸な童話があるのに、日本には無いのだろう?」という問いかけをしている。海外の童話で一番参考かつ目標としたのは、カレル・チャペックだと語っている。
1953年、早大童話会のメンバーが中心で作ったアンソロジー「ねことてがみ」でデビュー。同年に大石が『風信器』で日本児童文学者協会新人賞を受賞すると、翌年に寺村が「びわの実」に発表した「あしたの風」も新人賞候補に入る。大石は前祝いまでしてくれたが、結局落選した。

### ぼくは王さまの誕生
1956年、福音館書店「幼児のための童話集」に原稿依頼が寄せられる。編集長の松居直は寺村の原稿を二度も没にしたが、三度目に開き直って書いた「ぞうのたまごのたまごやき」が評価され、1959年、「こどものとも」35号として絵本化される。また評論家の古谷綱武夫妻と交流を持ち、今後の生活に必要な意見を吸収する。
「ぞうのたまごのたまごやき」を最初に評価してくれた、当時同じ三十書房に勤務していた女性と1957年に結婚。東京都田無町（現・西東京市）に購入した土地に家を建て、以後生涯をこの地で過ごす。坪田が隣の久留米町（現・東久留米市）に住んでいたことで、頻繁に交流を交わす。他に古田足日も東久留米、竹崎有斐が保谷市、松谷みよ子が練馬区と、同門たちの一部も近場に在住している。
1961年に今江祥智の協力で、『ぼくは王さま』が理論社より初刊行された。以後理論社と寺村は、没後の現在も密接な関係があり、作品刊行されている。

### サラリーマンとの二束わらじ
1959年から1960年頃に三十書房の営業責任者が退職、止む無く寺村が後任となる。日本全国を営業として交通費を経費にすることで回り、営業成績は1年で6倍にしたという。営業責任者を3年間務め、1962年に退職する。
その後、一商時代の恩師から広告代理店・農林コンサルタントセンター（ACC）にスカウトされ、同年入社。制作部長として明星食品のテレビコマーシャル（1964年）およびテレビドラマの制作（坪田の作品『風の中の子供』も制作）などを行う。同社でマーケティングを学べたことが、後の童話執筆に役立ったとも記している。1965年頃から自著の刊行が増えつつあり、1966年退職。
1966年8月にあかね書房から声がかかり、翌1967年に取締役となる。同年にPR誌「小さな図書館」を発行、編集長となる。この時同社に自身のイラストを見せに来た和歌山静子を気に入り、以後生涯の童話制作のパートナーとなる（詳細は和歌山静子を参照）。また同社に対しては、永井郁子との挿絵コンビでも多くの作品を発表することになる。
1968年に和歌山と知り合うきっかけとなった連載『こびとのピコ』が書籍刊行される。課題図書となって20万部を売り上げ、『王さまシリーズ』以外では初のヒット作となる。寺村の次男も感想文を書いて入賞したという。同時期にはサラリーマンよりも作家としての収入が高くなっていた。1969年にあかね書房非常勤取締役となり、事実上の脱サラ。

### 晩年
永井郁子の挿絵で1987年の『わかったさん』シリーズ、1989年に『かいぞくポケット』を発表する。『王さまシリーズ』に続きヒット作が加わることとなった。
1999年頃から体調に微妙な異常を感じていたが、2002年7月頃に発症し、老年性脳萎縮と診断される。言語症と歩行障害を発症し、介護認定を受けるが、コミュニケーションや食事は未だ良好であった。健康時にリアルタイムで発表した最後の作品は、永井とのコンビによる『わたしまじょですマヤイです』シリーズの5巻『マヤイのとけいやさん』。
2003年に転倒により頭を打ったことで硬膜下血腫となり、手術を受ける。退院後はホームヘルパーの付く在宅介護およびデイサービスとなる。2004年4月に病状が悪化する。この時点で命に別状はなかったが、食事がペーストのみとなるなど大きく制限され、寝たきりとなる。2005年末、西東京市の田無周辺の病院に入院。2006年5月21日午前7時25分、肺炎のため77歳で死去した。葬儀には700人が参列した。著作権は長男が引き継いでいる。

## 人物・実績

### 文京女子大学
早大童話会の後輩の推薦で、同じく後輩が学長・理事長を務める文京保育専門学校（後の文京女子大学）において、1966年に非常勤講師となったのが始まり。児童心理や童話創作を軸とした授業を展開する。
- 1971年に同専門学校・文京保母専門学校専任講師。
- 1982年に文京女子短期大学保育科教授。また同年始まったシリーズ『くりのきえんのおともだち』は寺村が9冊を書いたが、残り3冊を書いた守屋正恵は、文京保育専門学校の卒業生である。
- 1991年に文京女子大学保育科長、後に同人間学部教授。
- 1999年に蔵書を使って、文京女子大学子ども図書センターを作り、センター長となる。
- 2001年退職、名誉教授に。
- わたなべめぐみは文京保育・保母専門学校（現・文京学院大学）で寺村と出会い、輩出した一人である。後に同大学の人間学部保育科非常勤講師となり、現在も児童発達学科及び人間福祉学科で非常勤講師を務めている（2013年現在）。

### アフリカ
1968年にインド・ヨーロッパ・アフリカ28日間旅行に参加。これまでの作品でもアフリカの動物を登場させていた寺村だが、アフリカの魅力に取り付かれ、以後ブラックアフリカの代表国であるケニアを中心に、毎年アフリカを訪問することになる。
1973年には一人旅。童話作家である神戸淳吉の息子と行動を共にしたり、倒れた子ゾウの前でいきり立つ母ゾウに直面、命からがら脱出するなどの体験をする。この時ひげをそる余裕がなく、伸ばしたままで帰国。あごひげが子どもたちから「格好いい」と言われたので、以後たくわえ続け、自らのトレードマークとなった。
この他にアフリカ旅行では、アパルトヘイトの真っ只中であった南アフリカ共和国のスタンプがパスポートに押してあるため、ガボンに入れない白人の体験談や、アルベルト・シュヴァイツァーがブラックアフリカ諸国で嫌われているという事実の発見と調査などに直面する。
後には家族全員や童話・出版関係者も集めた大旅行も行い、好物の玉子を山ほど持っていったり、アフリカの青空の下で麻雀に徹した。
のりもの擬人化絵本は寺村の専門外だが、偕成社からのりもの絵本のみのシリーズが企画された際、やはりアフリカ物で『きかんしゃウフルーごう』『どうぶつこうえんパトロール』を出している。
寺村の大好きな動物はゾウで、アフリカ物の中では一番出番が多い。作品では出世作『ぞうのたまごのたまごやき』を筆頭に、タイトルに含まれるものでは『おおきなちいさいぞう』『子ぞうのブローくん』など。『うそつきテンボ』など同一キャラのシリーズ何冊かに名前が使われているテンボとは、スワヒリ語でゾウの意味。ゾウの小物のコレクションもしており、国内のゾウの絵本はコンプリートに近かったと豪語していた。
長男もケニア大学で一年間、スワヒリ語の語学留学をしている。

### 王さま文庫
息子のために買った本が900冊もたまってしまい、近所の子供が「借りた本を忘れないように記録しておくね」と勝手に図書館化してしまったので、自宅の一室の一部改装などを行い、1971年5月本格的に児童文庫としたもの。文庫を作った理由は寺村によると「子供の生きた姿を見るマーケティングの意味もある」という。
毎週土曜日の13:30-17:00に開館し、貸出業務は妻と近所の主婦が交替で行った。この頃は市内の随所に児童文庫が生まれていたが、共倒れにならないよう、王さま文庫の周囲は文庫の新規開店を避けたという。文庫の書籍には、和歌山謹製の王さまスタンプが押されていた。
最大蔵書7000冊を数えたが、寺村の病気により運営が困難となったため閉館。文庫として使われた部屋は、現在も当時のまま残されている。

### 野球チーム
1972年に次男が友達や近所の大人とソフトボールチームを作ったが、寺村や長男も参加、寺村は監督も務める。ただし勝つためのチームではなかったため、弱かったとのこと。このチームには井口資仁が所属していたことがあり、寺村は生前「井口君は俺が育てた」と語っていた。日常だけで書かれた、寺村にしては珍しい作品『ミリ子は負けない』『ミリ子は泣かない』のテーマになっている野球チームは、この時の体験から来たとされる。

### 昔ばなし
1975年に発刊した『どろどろどろえもん』より、新たに登場した寺村の守備範囲。主な傾向は以下の三種類。
- 各地に伝わる民話の採話。新潟県など各地を精力的に歩き回り、お年寄りから何度も話を聞いて回った。『ばけばけぎつね』は地元西東京市での採話である。
- とんち話の人物伝として有名な、一休・彦一・吉四六の採話など。これらは百万部単位の発行部数となり、寺村の作り上げたベストセラーの一つに加わった。
- 創作昔話。代表作『おにの赤べえ』は、童話会時代の顧問である浜田廣介の名作『泣いた赤鬼』に対抗してみたと、何冊かの書籍で語っている[要出典]。

この分野の挿絵は、梅田俊作とヒサクニヒコが有名。

### 後進の育成
1981年の『わたしの童話創作ノート』より、童話の書き方に関する本も何冊か出版。前述の文京大や池袋西武コミュニティ・カレッジなどで、創作の伝授にも力を入れた。翌1982年には童話（作家育成）雑誌『のん』を創刊する。
他に寺村の教えを受けた者には、永井郁子がいる。

### 食べ物への欲求
少年時代、中流家庭といっても卵は貴重品であり、家族の数だけ食卓に出ることがなかったので、兄弟順に不平等な分け方になった。この時の食と卵に対する欲望が後に、『王さまシリーズ』などの、一連のナンセンス童話にフィードバックされることになる。
かつて海軍に入った理由の一つも「入れば食べ物がたらふく食えるから」であり、実際に一日四合食えた。
何でも自分で揃えたりやってみないと気がすまない主義で、自宅でも妻を差し置いて料理をたびたび作った。この話が伝わり、女性雑誌や料理番組にゲストで出演したことも数多い。
岡本颯子の挿絵で1982年にはじまった『おはなしりょうりきょうしつ・こまったさんシリーズ』は、そんな寺村の軌跡から生まれたもので、寺村からあかね書房に持ちかけた企画だという。1987年には『おはなしりょうりきょうしつ・わかったさんシリーズ』も登場、永井郁子との初コンビ作となった。

### 受賞歴
- 1959年 - 文藝春秋漫画賞『おしゃべりなたまごやき』
- 1961年 - 第15回毎日出版文化賞『ぼくは王さま』
- 1974年 - 国際アンデルセン賞国内賞『おしゃべりなたまごやき』[3]
- 1980年 - 第3回絵本にっぽん賞『あいうえおうさま』
- 1982年 - 第13回講談社出版文化賞『おおきなちいさいぞう』
- 1984年 - 第7回巖谷小波文芸賞
- 2000年 - 第39回児童文化功労者（日本児童文芸家協会）

### その他の役職など
市内
- 田無親子読書研究会 会長（1970年）
- 田無市社会教育委員（1971-1983年）
- 田無市立図書館（今の西東京市立中央図書館）建設諮問委員会 委員（1972年）
- * 田無市立図書館協議会 会長（1975-1985年）現在同図書館の入口には、王さまの巨大なイラストが掲げられている。
- 田無市非核・平和都市宣言 起草者（1984年）
- 非核・平和をすすめる市民の会 会長（1986年）
- 田無市児童福祉審議会 委員（1992年）

市外
- 毎日童話新人賞（毎日新聞社）選考委員（1980年）
- わが子におくる創作童話（日本児童教育振興財団、小学館）選考委員（就任初年不明-1986年）
  - わが子におくる創作童話 家の光童話賞（家の光協会）選考委員（1986年-1993年）
- 絵本とおはなし新人賞（皆成社）選考委員（就任初年不明-1991年）
- JBBY日本国際児童図書評議会 幹事（1991年-1998年）

## 作品リスト

### 作風
- 『魔法使いのチョモチョモ』『かいぞくポケット』など章立ての長編を書く場合、章の区切りで「もしあなたが○○できるなら、つぎをよんでよろしい」という一文がよく登場する。
- ポプラ社版全集、理論社版全集、フォア文庫など再版もので解説が載る場合、多くの解説者が「大人の口やかましい言いつけより、子供ならではの勝手気ままな選択を主張」と共に「寺村作品に登場するあべこべの表現」について触れている。『ハアト星の花』『おにの赤べえ』で逆立ちしたり逆の行動をとる主人公、『消えた2ページ』のはんたい学などは、その例としてよく触れられる。
- 『消えた2ページ』『もうひとつの国』の主人公の行動範囲、『ミリ子は泣かない』のわかば学級（田無小学校の特殊学級）、『たぬき先生大じっけん』のエース通り、『ばけばけぎつね』の柳沢や上宿は、安住の地となった田無の、実在の土地からとられている。
- 家族をモデルとしたキャラを作品に出すことがあり、あちこちの作品に時々出てくるトムくん、オムくん、ダックスフントのポレ（スワヒリ語で「ゆっくり」）は、寺村の長男、次男、ペットとその名前がモデル。特に次男をもじった名は他にも、ドム・とも・友太・チョモチョモなど大変多い。

### 独立項目のある作品
- 書籍刊行のみ。この節には誌中掲載などは含まない。
- 作品名右のカッコ内は画家と出版社。掲載されていない作品は「独立項目のある作品」も参照。なお後年再版されたもので、画家や出版社が変更されたものもある。和歌山静子へ変更された作品については「和歌山静子」を参照。

- ぼくは王さま
- ミリ子は負けない
- ミリ子は泣かない
- かいぞくポケット
- くりのきえんのおともだち

上記以外の和歌山静子挿絵作品
岡本颯子挿絵作品
おはなしりょうりきょうしつ『こまったさんシリーズ』『バーバー・バタのちょう』
上記以外の永井郁子挿絵作品
『わかったさん』『まほうつかいのレオくん』『わたしまじょですマヤイです』『ダイマはちび悪魔』など。

### 単独刊行
単独で出版されたもので、好評につき続編が出たものも含む。
1960年代以前
- 新聞ができるまで（長新太、小峰書店、1950年） - 竹田眞夫のペンネームで執筆。長とはこの時知り合った。
- ねことてがみ（挿絵不明、青山書院、1953年） - 師匠である坪田譲治の編集による童話アンソロジーで、童話としてのデビュー作。
- ミカちゃんのぼうけん（多田ヒロシ、小峰書店、1962年）
- おむくん とむくん（多田ヒロシ、あかね書房、1965年）
- くじらのしゃぼんだま（松葉孝夫、さ・え・ら書房、1965年）
- ノコ星ノコ君（和田誠、理論社、1965年）
- ゴンボの教室（長新太、あかね書房、1969年）
- ふたりのそうだん（脚色:長崎源之助 、画:野々口重、教育画劇） - 当時の道徳の指導資料より。発表年は不明だが、話・絵の作風からこの年代。

1970年代前半
- 消えた二ページ→消えた2ページ（中村宏→中村ヒロシ、理論社、1970年）
- ちーたーのロンボ（薮内正幸、ポプラ社、1970年）
- 生きている猛獣（挿絵なし、大日本図書、1971年）
- おかしなやんぼ（岩村和朗、偕成社、1971年）
- かいじゅうムズング（井上洋介、理論社、1971年）
- ふたりの赤道（司修、実業之日本社、1971年）
- もうひとつの国（長新太、国土社、1971年）
- ンガイの指がなるとき（小野木学、小峰書店、1971年）
- 大草原に生きる（挿絵なし、小峰書店、1972年）
- シュバイツアー（鈴木啄磨、小峰書店、1972年）
- おにのあかべえ（ヒサクニヒコ、ポプラ社、1973年）
- きかんしゃウフルーごう（岩村和朗、偕成社、1973年）
- テンボとハルウのおかしなけんか（岩淵慶造、実業之日本社、1973年）
- サファリと魔法の国（挿絵なし、小峰書店、1974年）
- どうぶつこうえんパトロール（梅田俊作、偕成社、1974年）
- ともくんのだんぼーるごう（多田ヒロシ、小峰書店、1974年）
- ライオンのシンバくん（みのそだつ、偕成社、1974年）
- 6月31日6時30分（安野光雅、童心社、1974年）
- 王さまの料理読本―偶然こそ成功のもと　(あかね書房、1979年)

1970年代後半
- タマゴン先生のともだち（杉浦範茂、大日本図書、1975年）
- どろどろどろえもん（梅田俊作、小学館、1975年）
- のみこみとっつぁ（梅田俊作、あかね書房、1975年）
- てんぐのかぼちゃ（梅田俊作、岩崎書店、1976年）
- なむくしゃら信平どん（梅田俊作、講談社、1976年）
- ばけばけぎつね（鈴木博、小学館、1976年）
- ミリ子は負けない（頓田室子、金の星社、1976年）
- ゆめの中でピストル（北田卓史、PHP研究所、1976年）
- ろむさんゆうびんです（西川おさむ、ポプラ社、1976年）
- シンバくんのライオンカレー（みのそだつ、偕成社、1977年）
- アフリカのシュバイツァー（挿絵なし、童心社、1978年） - アルベルト・シュヴァイツァーの伝記。ただし「アフリカ現地の人々にはどう写っていたのか」と言う視点で書かれており、シュバイツァーに対する賞賛と批判が何故生じているのか、その原因についても書かれている。また『ぼくは王さま』から通算100冊目（雑誌掲載などは除く）となった。
- いたずらぴぴんぷうぱい（杉浦範茂、童心社、1978年）
- たぬき先生大じっけん（エムナマエ、旺文社、1978年）
- てんぐのろくべえ（ヒサクニヒコ、ポプラ社、1978年）
- ミリ子は泣かない（頓田室子、金の星社、1978年）
- るすばんばんするかいしゃ（さとうわきこ、学習研究社、1979年）

この頃から単独刊行が減り、最初からシリーズで新刊や再版を多数出す様になった。
1980年代以後
- たぬき先生大ぼうけん（エムナマエ、旺文社、1980年）
- たまごがわれたら（尾崎眞吾、フレーベル館、1980年）
- みねこのみちくさ（織茂恭子、大日本図書、1980年）
- オットはかせのおばけやさん（エムナマエ、金の星社、1981年）
- オットはかせのおふろやさん（エムナマエ、金の星社、1981年）
- わたしの童話創作ノート（挿絵なし、国土社、1981年）
- 名たんていピンチ博士（エムナマエ、学校図書、1982年）
- めがねをかけたらコン（尾崎眞吾、ひくまの出版、1984年）
- なんでもくれるヒネ・クレル（岡村好文、国土社、1985年） - 同一シリーズ『なんでもとれるスグ・トレル』は永井郁子の挿絵。
- のんカン行進曲（のんかんまーち、杉浦範茂、理論社、1987年）
- わらい話088（北山竜、あかね書房、1989年）
- なんでもぴたり あたりやプンダ（村上庚成、クレヨンハウス、1993年）

### 翻訳
- ゆかいなゆかいななかまたち（作:W.トリップ、絵:R.フレミング、あかね書房、1976年）
- 狼の歌の伝説（作:ジョージ・ストーン、絵:ディック・クラマー、TBSブリタニカ、1979年）
- ぞうのはなはなぜながい（作:ラディヤード・キプリング、絵:長新太、集英社､1979年）
- おじいさんのてぶくろ（作:ボリスラフ・ストエフ、学習研究社、2003年）

### シリーズ刊行
しまったさんシリーズ（かみやしん、金の星社、1977年）
1. しまったおじさんわすれもの
2. しまったおじさんあわてもの
3. しまったおじさんおとしもの

たまごのほん（和歌山静子、偕成社、1970年→理論社、2003年）
1. たたくとぽん
2. だれのたまごかな
3. ふたごのたまご
4. おおきなたまご

ぞうのほん（村上勉→むらかみつとむ、偕成社、1975年-1976年）
1. まいごになったぞう
2. あなにおちたぞう
3. いいことをしたぞう
4. まちをたべたぞう

韓国でも1992年に熊津出版から出版。
寺村輝夫のとんち話（ヒサクニヒコ、あかね書房、1976年）
1. 一休さん
2. 吉四六さん
3. 彦一さん

- 1989年に同社より『一休・彦一・吉四六さん』として再版。

寺村輝夫のむかし話（画家と出版社同上、1977年-1982年）
1. おばけのはなしI
2. てんぐのはなし
3. おにのはなし
4. ほらばなし
5. わらいばなし
6. おばけのはなし2
7. おばけのはなし3

- 日本むかしばなし1 - 5

寺村輝夫どうわの本（ポプラ社、1983年-1985年）
無印は書き下ろし、★印は再録。
1. 五平どん五つばなし（ヒサクニヒコ）
2. いたずらまねギツネ（佐々木マキ）
3. ピンチ博士の大ぼうけん（エムナマエ）★
4. ピンチ博士アフリカへとぶ（エムナマエ）★
5. かっぱのひょうたん（ヒサクニヒコ）
6. たまごいろのオートバイ（阿部肇）
7. ババロはまほうつかい（阿部肇）
8. 子ぞうのブローくん（和歌山静子）★
9. てんぐのろくべえ（ヒサクニヒコ）
10. おにのあかべえ（ヒサクニヒコ）★

寺村輝夫おはなしプレゼント（講談社、1994年）
各巻に書き下ろしと再録を複数話収録。
1. トコおばさん それからどうした（西巻茅子）
2. ムズリさん それからどうした（永井郁子）
3. こまったおばさん それからどうした（和歌山静子）
4. ハナシーはかせ それからどうした（山本省三）

### 全集
寺村輝夫童話全集（表紙 和歌山静子、デザイナー 杉浦範茂、ポプラ社、1982年）
- 後に同社社長となる田中治夫の勧めで発行。
- 下記カッコ内の名前の左は解説者（★印は早大童話会またはびわの実会在籍経験者）、右は本文さし絵。さし絵は和歌山を筆頭に、これまでに寺村と共に多くの童話を生み出してきた画家が、一冊ずつまとめて担当。収録作品のどれか一作でも、底本を担当した画家を優先的に採用しており、12巻以外はこれに当てはまっている。
- 寺村の存命中期に出版されたため、『ちいさな王さま』や永井挿絵作品など、未収録作品も多い。一部では雑誌掲載のみの未単独刊行作品も収録。収録作品については多数にわたるため、以下の情報ではシリーズ物は全て、単発作品は一冊二編以内の収録巻のみ紹介。
- 同時に『大石真童話全集』も発行され、巻末ではお互いが解説文をよせている。

1. 王さまの話I（藤田圭雄） - 「ぼくは王さま」、木の上にベッド、クジラのズボン、なんでもほしいほしがりや
2. 王さまの話II（前川康男★） - ニセモノばんざい、いいことないしょで、ひとつぶころりチョコレート、王さまどうぶつえん、「王さまびっくり」
3. 王さまの話III（松谷みよ子★） - 「まほうつかいのチョモチョモ」、きんのたまごが6つある、王さまでかけましょう
4. 王さまの話IV（今江祥智） - 「王さまロボット」全話、わすれたわすれんぼ、さんすうの時間です、ひみつのフライパン、ねずみが大さわぎ
5. 王さまの話V（西本鶏介） - めだまやきの化石、王さまめいたんてい、パクパクとバタバタ、こいのぼりの空、むくむくもこぞう、とけいがぐるぐる、王さまたんけんたい
6. オムくんの話I（神沢利子）
7. オムくんの話II（鳥越信★、さし絵は以上全て和歌山静子）
8. 動物の話I（さねとうあきら、多田ヒロシ） - 『オムくんトムくん』シリーズ、他
9. 動物の話II（今西祐行★、村上勉） - 『ぞうのえほん』シリーズ、他
10. ミコちゃんの話（山下明生、和歌山静子）
11. アフリカの話I（上野明雄、岩村和朗） - 『ゾウのテンボ』シリーズ、他
12. アフリカの話II（上野瞭、杉浦範茂） - ンガイの指がなるとき、かいじゅうムズング
13. ゆかいなおじさん（小沢正★、エムナマエ） - 『しまったおじさん』シリーズ、『ライオンのシンバくん』シリーズ、他
14. むかしの話（水藤春夫★、ヒサクニヒコ）
15. ふしぎの時間（古田足日★、北田卓史） - 6月31日6時30分、ゆめの中でピストル
16. ゆめの時間（舟崎克彦、長新太） - ノコ星ノコ君、ゴンボの教室
17. 子どもの時間（砂田弘★、エムナマエ） - もうひとつの国、たかしのさくせん
18. 消えた時間（関英雄★、杉浦範茂） - 消えた二ページ、タマゴン先生のともだち
19. ミリ子の物語（大石真★、頓田室子） - ミリ子は負けない、ミリ子は泣かない
20. なむくしゃら物語（竹崎有斐★、梅田俊作） - なむくしゃら信平どん

寺村輝夫全童話（和歌山静子、理論社、1996年-2012年）
- こちらは当時理論社の会長をつとめていた、山村光司の勧めによる。刊行は16年に及び、寺村の没後に完結した。
- ポプラ社版と比べ本文中に挿絵がなく、短いページ数に話が凝縮されており、寺村輝夫全仕事といった印象が強い。
- 書き下ろし作品『ダイマはちび悪魔』が小冊子で添付され、永井の挿絵を描き直して単独刊行されたが、単独刊行は2巻で中断している。

1. 寺村輝夫のぼくは王さまはじめの全1冊（1996年）
2. 寺村輝夫のぼくは王さまつづきの全1冊（1997年）
3. 寺村輝夫のどうぶつアルバム全1冊（1997年）
4. 寺村輝夫の昔あったとさ全1冊（1997年）
5. 寺村輝夫の子どもは夢みる全1冊（1998年）
6. 寺村輝夫のしまったこまった全1冊（1998年）
7. 寺村輝夫ポケットケポット全1冊（1999年）
8. 寺村輝夫のアフリカ日誌全1冊（2000年） - 黒人差別をなくす会の抗議で2001年に絶版となった。

- 別巻1 寺村輝夫の昭和の足あと全1冊（2007年）
- 別巻2 寺村輝夫の童話に生きる全1冊（2012年）

### その他
コンピュータゲーム
- もと子ちゃんのワンダーキッチン（1993年、味の素） - 味の素マヨネーズの懸賞品、原案担当